# Vuissens
Vuissens (/vwisãs/ ou /ɥisãs/) est une localité et une ancienne commune suisse du canton de Fribourg, située dans le district de la Broye.

## Géographie
Vuissens mesure 5,61 km2. 12,5 % de cette superficie correspond à des surfaces d'habitat ou d'infrastructure, 51,1 % à des surfaces agricoles et 36,4 % à des surfaces boisées.
Vuissens est complètement enclavée dans le canton de Vaud. Elle est entourée par les communes vaudoises de Champtauroz, Démoret, Montanaire et Valbroye.
Le village de Vuissens, situé à 739 mètres d'altitude, se trouve sur un plateau entre les vallées de la Mentue et de la Broye, sur le plateau suisse dans le nord de la région du Gros-de-Vaud. Il est dans le bassin versant de la Petite Glâne. Le point le plus élevé de la commune, à 818 mètres est également le point le plus élevé du district de la Broye.

## Toponymie
Le nom de la commune, qui se prononce /vwisãs/ ou /ɥisãs/, dérive du nom de personne germanique masculin Wizo/Wizzo et du suffixe toponymique germanique -ingōs.
Sa première occurrence écrite date de 1186, sous la forme de Guicens.
Son nom en patois fribourgeois se prononce /wɛˈsɛ̃/( ) 

## Histoire
Vuissens, connu sous les noms de Vuicens et Guicens vers 1200, est vraisemblablement occupé depuis le Moyen Âge central. Une chapelle est attestée dès 1382 à l'extérieur du village. La seigneurie de Vuissens qui occupe également le village voisin de Démoret change plusieurs fois de propriétaire avant d'être achetée par Fribourg en 1598. Un bailli réside à Vuissens jusqu'en 1536. Le village fait partie du bailliage de Font-La Molière dès 1603.
La commune de Vuissens fusionne, le 1er janvier 2017, avec celles d'Estavayer-le-Lac, de Morens, de Murist, de Bussy, de Rueyres-les-Prés et  de Vernay pour former la nouvelle commune d'Estavayer.

## Monuments
Vuissens compte plusieurs bâtiments inscrits comme biens culturels d'importance régionale : le château baillival et sa grange, l'église Saint-Vincent datant de 1802 et l'école.

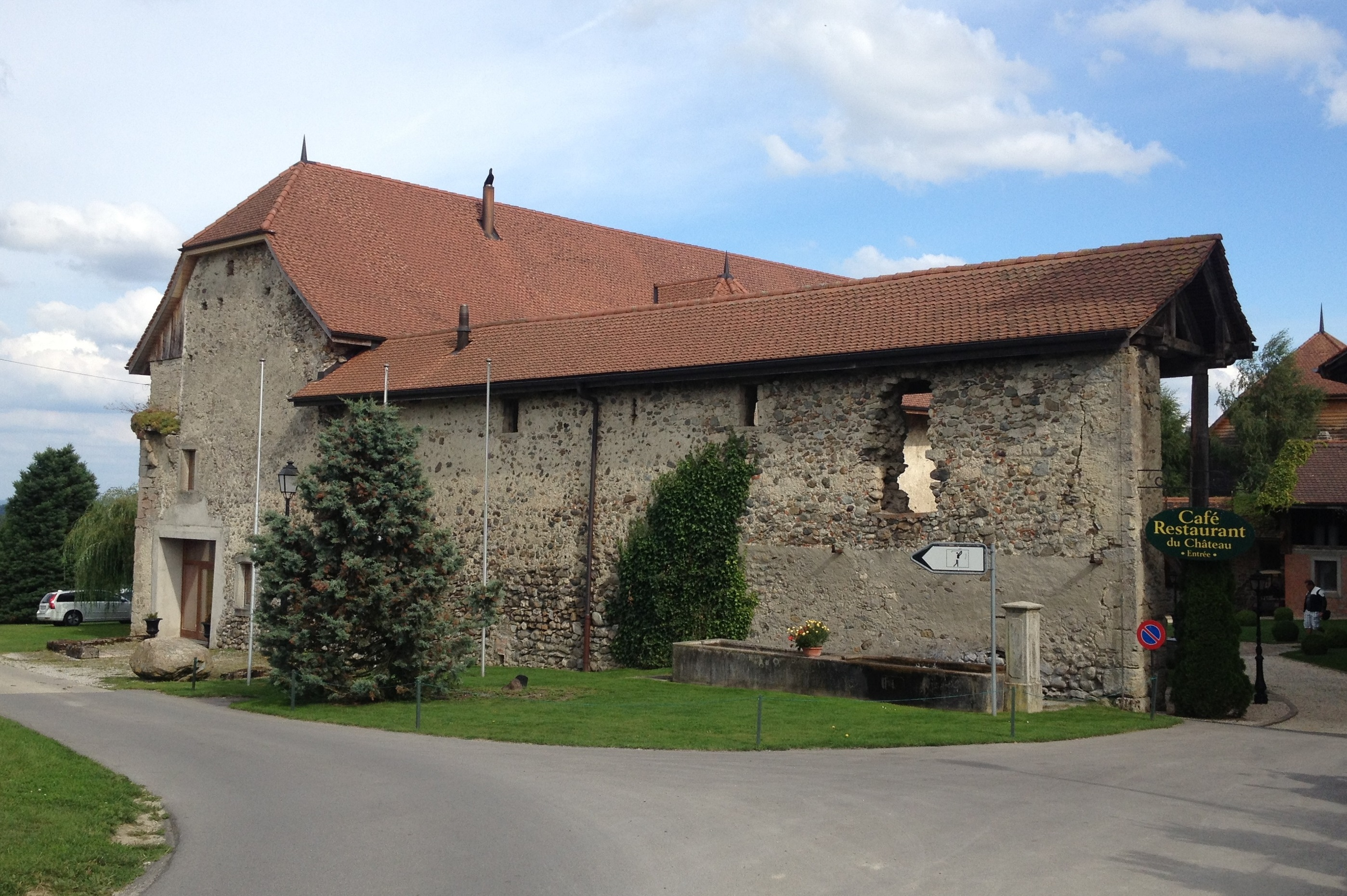
Le château de Vuissens.
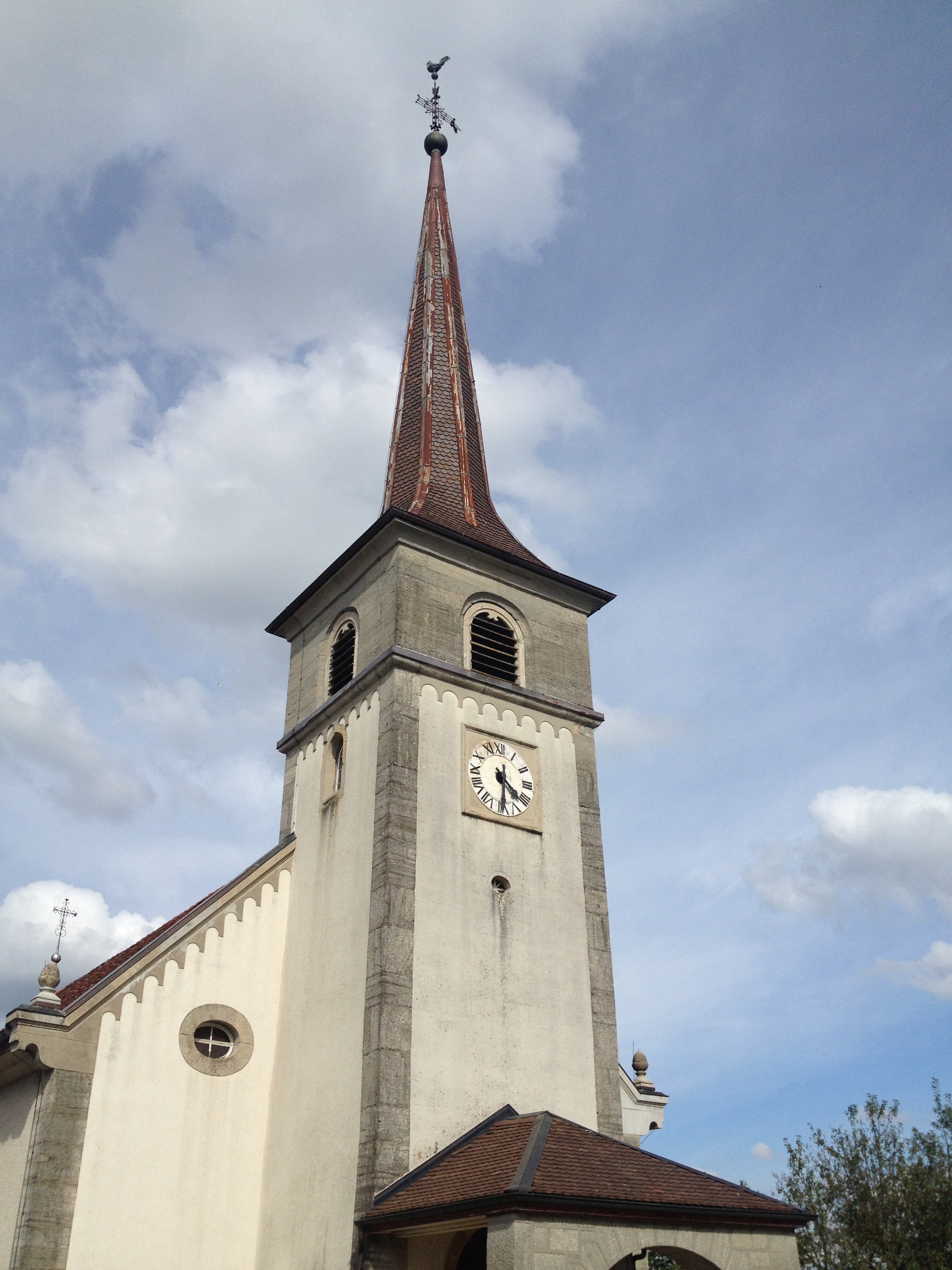
L'église Saint-Vincent.
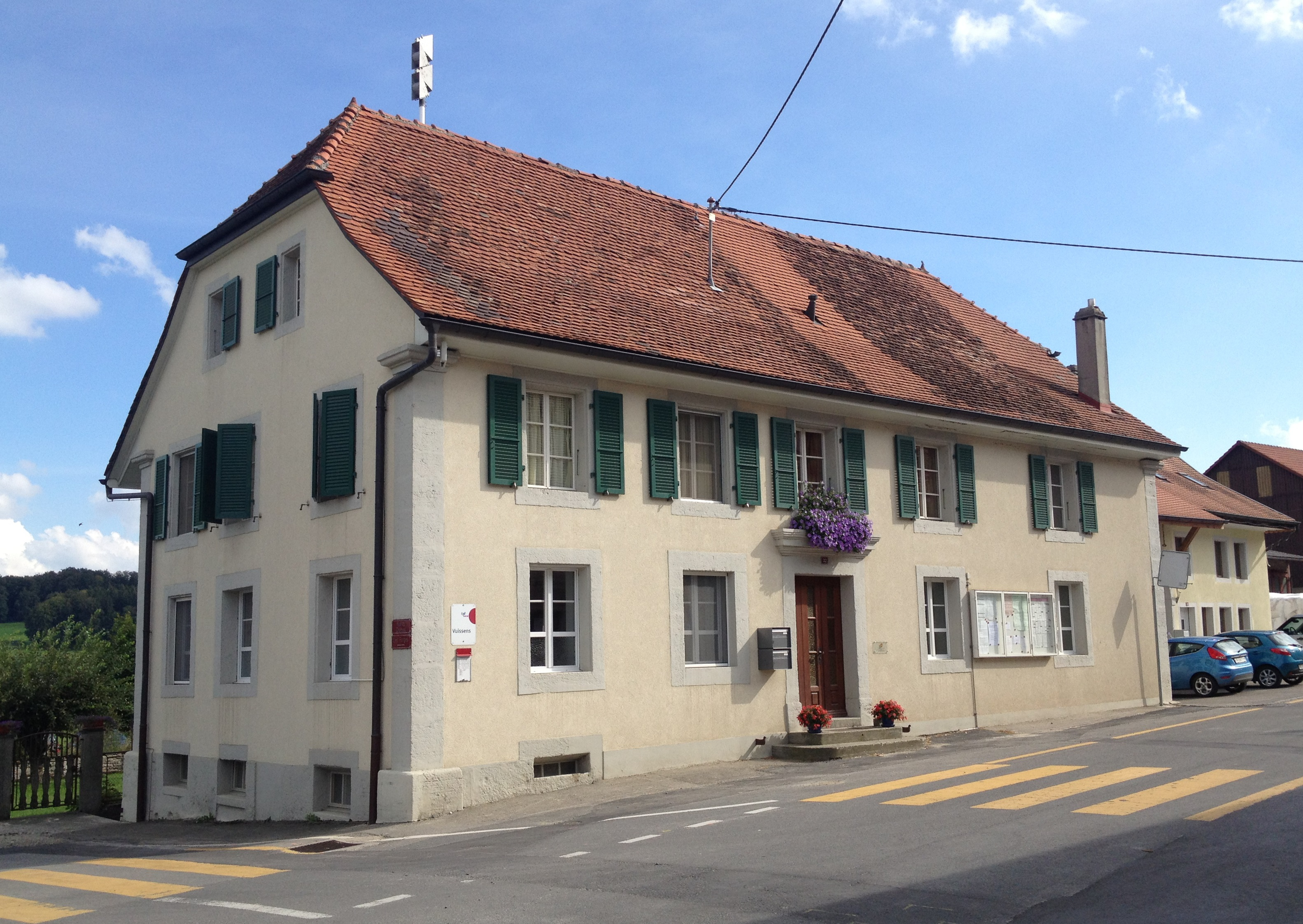
L'école.

## Population et société

### Surnoms
Les habitants de la localité sont surnommés les Orgueilleux et les Fouette-Lièvres.

### Démographie
Vuissens possède 245 habitants en 2022. Sa densité de population atteint 44 hab./km2.
Le graphique suivant résume l'évolution de la population de Vuissens entre 1850 et 2008 :

## Économie
Vuissens était principalement un village agricole jusqu'au milieu du XXe siècle. Des places de travail ont été créées par des entreprises locales et dans le secteur des services, mais le secteur primaire occupait encore 57 % des emplois locaux en 2005. Depuis les dernières décennies, des pendulaires vivant à Vuissens travaillent à Yverdon-les-Bains ou dans la vallée de la Broye. Un parcours de golf a été aménagé en 2001.